# 1st Contact
1st Contact − pierwszy długogrający album japońskiej grupy muzycznej Orange Range, wydany 17 grudnia 2003.
Pochodzą z niego single "Kirikirimai", "Shanghai Honey", "Viva★Rock" oraz "Rakuyou".

## Lista utworów
1. "Fever!"
2. "Shanghai Honey" (jap. 上海ハニー Shanhai Hanī)
3. "Mission in Poppiple" (jap. ミッションinポッピプル Misshon in Poppipuru)
4. "Young 8" (jap. ヤング8 Yangu 8)
5. "Samurai Mania" (jap. サムライマニア)
6. "Yūgu Red" (jap. ゆうぐレッド Yūgu Reddo)
7. "Viva★Rock" (jap. ビバ★ロック Biba★Rokku)
8. "Japanese People" (jap. ジャパニーズピープル Japanīzu Pīpuru)
9. "Party Night" (jap. パーリィナイッ Pāryi Nai)
10. "O-MO-I"
11. "Twister"
12. "Velocity 3000" (jap. ベロシティー3000 Beroshitī 3000)
13. "Kirikirimai ~Album Ver.~" (jap. キリキリマイ〜Album Ver.〜")
14. "Rakuyō ~Long Ver.~" (jap. 落陽〜Long Ver.〜)
15. "Ambienta" (jap. アンビエンタ Anbienta)
16. "Yamauchi-chū Kōka" (jap. 山内中校歌)